# Millsboro (Delaware)
Pour l’article homonyme, voir Millsboro (Pennsylvanie).
Millsboro est une ville américaine située dans le comté de Sussex, dans l'État du Delaware.

## Démographie
| 1970  | 1980  | 1990  | 2000  | 2010  | - |
| ----- | ----- | ----- | ----- | ----- | - |
| 1 073 | 1 233 | 1 643 | 2 360 | 3 877 | - |

Selon le recensement de 2010, Millsboro compte 3 877 habitants. La municipalité s'étend sur 3,95 milles carrés (10,23 km2), dont 3,71 milles carrés (9,61 km2) de terres.